# Botswana International 2015
Die Botswana International 2015 im Badminton fanden vom 10. bis zum 13. Dezember 2015 in Gaborone statt. 

## Sieger und Platzierte
| Disziplin    | Gold                            | Silber                                 | Bronze                                 |
| ------------ | ------------------------------- | -------------------------------------- | -------------------------------------- |
| Herreneinzel | Howard Shu                      | Rosario Maddaloni                      | Edwin Ekiring                          |
| Herreneinzel | Howard Shu                      | Rosario Maddaloni                      | Maxime Moreels                         |
| Dameneinzel  | Laura Sárosi                    | Kate Foo Kune                          | Grace Gabriel                          |
| Dameneinzel  | Laura Sárosi                    | Kate Foo Kune                          | Joy Lai                                |
| Herrendoppel | Andries Malan Willem Viljoen    | Mohamed Abderrahime Belarbi Adel Hamek | Aatish Lubah Georges Paul              |
| Herrendoppel | Andries Malan Willem Viljoen    | Mohamed Abderrahime Belarbi Adel Hamek | Giovanni Greco Rosario Maddaloni       |
| Damendoppel  | Grace Gabriel Ogar Siamupangila | Elizaberth Chipeleme Ngandwe Miyambo   | Negin Amiripour Soraya Aghaei Hajiagha |
| Damendoppel  | Grace Gabriel Ogar Siamupangila | Elizaberth Chipeleme Ngandwe Miyambo   | Botho Makubate Tebogo Ndzinge          |
| Mixed        | Abdelrahman Kashkal Hadia Hosny | Juma Muwowo Ogar Siamupangila          | Tlamelang Kepaletswe Penouua Kahaka    |
| Mixed        | Abdelrahman Kashkal Hadia Hosny | Juma Muwowo Ogar Siamupangila          | Orideetse Thela Botho Makubate         |